# Complejo endorreico de Puerto Real
El Complejo Endorreico de Puerto Real incluye tres lagunas, denominadas Taraje, Comisario y San Antonio, situadas en el término municipal de Puerto Real, en la Provincia de Cádiz, protegidas en 1987 mediante Ley del Parlamento de Andalucía como Reservas Integrales Zoológicas, declarando además una Zona Periférica de Protección que las envuelve. El Plan Rector de las Reservas Naturales de las Lagunas de Cádiz, publicado en 1991, adapta la denominación de la figura de protección Reserva Integral Zoológica a la de Reserva Natural y agrupa a estas tres y la Zona Periférica de Protección bajo la denominación de Complejo Endorreico de Puerto Real.
La superficie protegida total es de 839,75 ha. Su valor ecológico reside en ser punto vital para la conservación de avifauna lacustre autóctona (fochas, ánades, garcetas, garzas, rapaces...), destacando especies en peligro de extinción.

## Laguna del Comisario

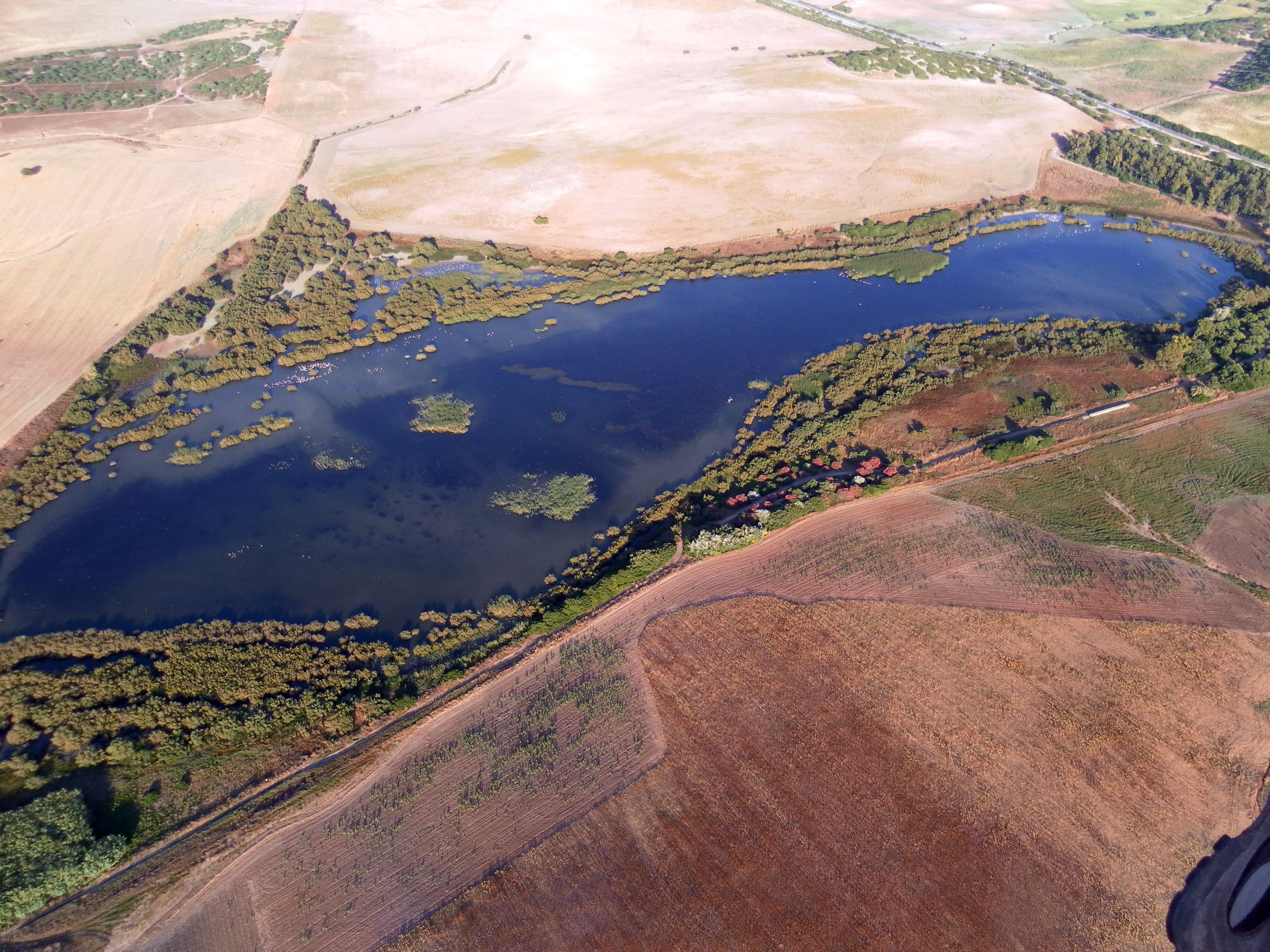
Laguna del Comisario

Esta laguna, de perímetro alargado y profundidad media, posee una vegetación sumergida muy diversa. En ella encontramos algas superiores de la familia caráceas pertenecientes a los géneros Chara y Nitella. La primera ocupa zonas profundas y la segunda aguas someras próximas a la orilla. Entre las plantas vasculares sumergidas la más abundante es las zonas profundas es Myriophyllum spicatum , dominando en las orillas especies de carácter anfibio como son Ranunculus peltatus subsp. fucoides y Veronica anagallis-aquatica.
El cinturón perilagunar está dominado mayoritariamente por la enea (Typha dominguensis), con algunos rodales de bayunco (Scirpus lacustris). El junco de bolitas aparece ya en las zonas altas junto a pastizales. Encontramos asimismo tarajes muy desarrollados pertenecientes a dos especies (T. canariensis y T. africana). 

## Laguna de San Antonio

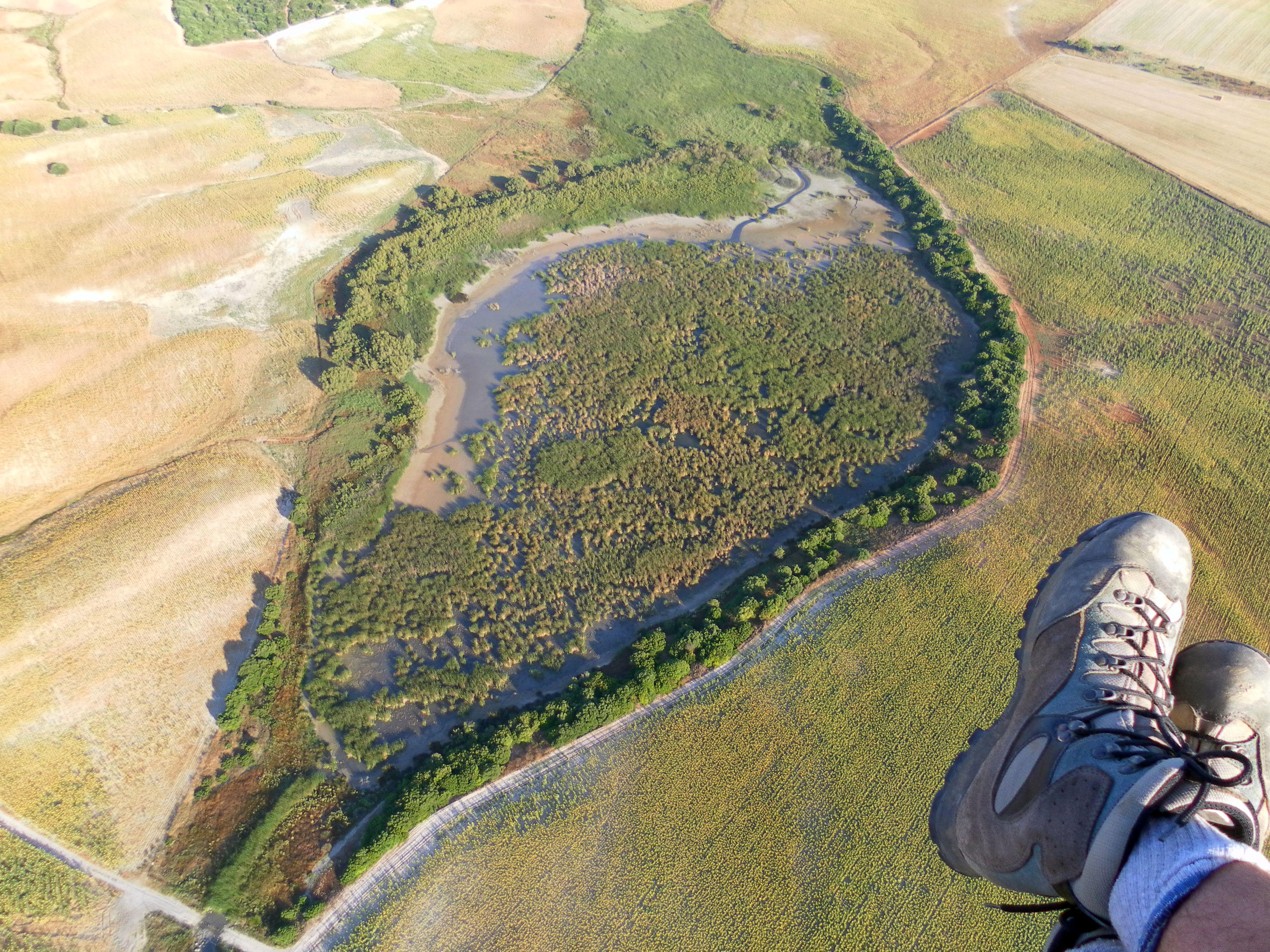
Laguna de San Antonio

Es un charco artificial provocado por el agua vertida por una depuradora sobre una depresión somera. Su profundidad es, por tanto, muy limitada y ha permitido la completa colonización de su superficie por las eneas (Typha dominguensis). Salpicadas entre éstas hay algunas matas de juncos (Juncus subulatus, J. acutus y J. maritimus)

## Laguna de Taraje

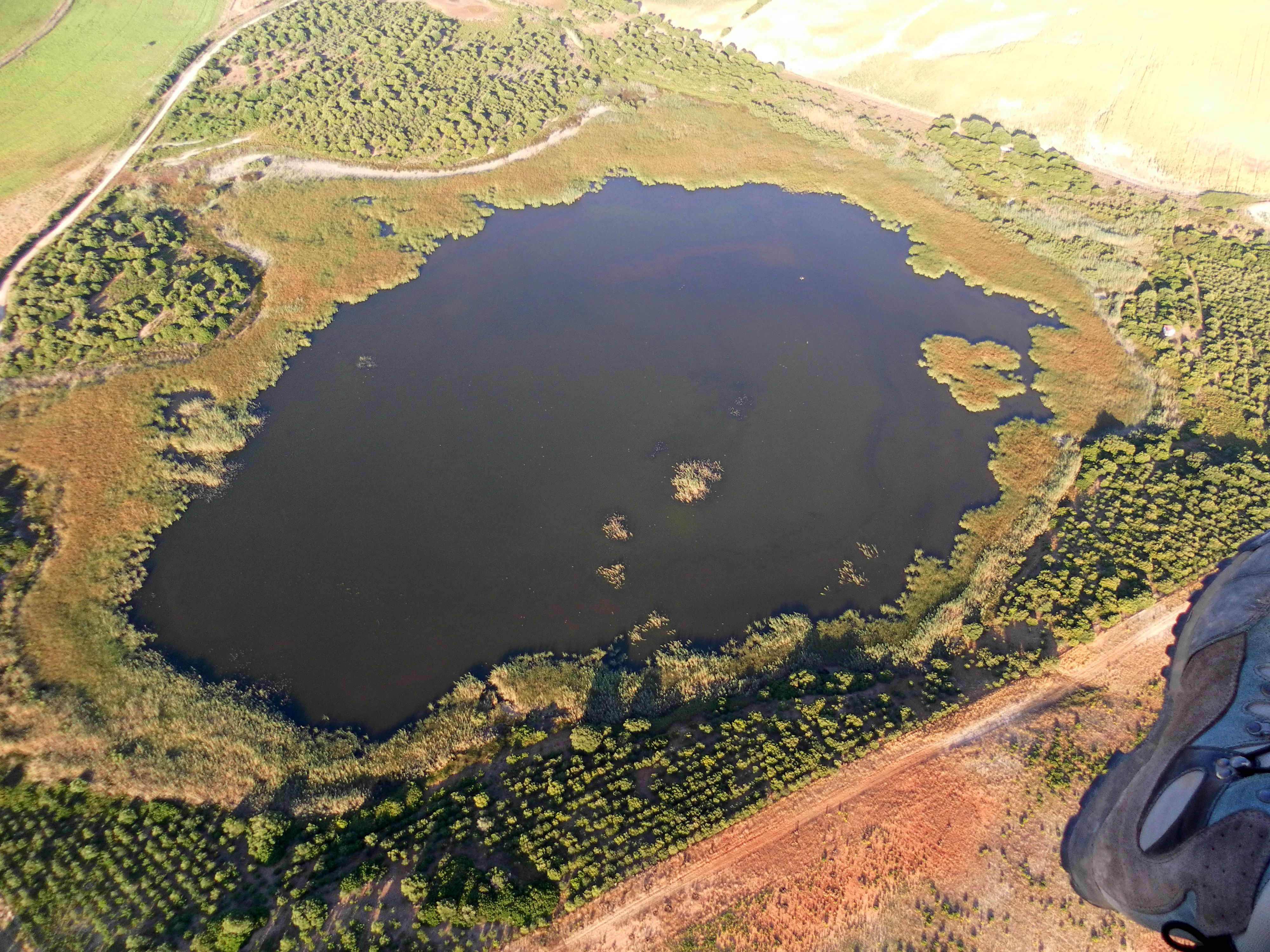
Laguna de Taraje

Presenta gran estabilidad debido a un aporte artificial que fluye constantemente al rebosar la laguna de San Antonio, situada algo más arriba. No presenta apenas vegetación sumergida, probablemente como consecuencia de la abundancia de carpas y cangrejos rojos introducidos por el hombre. En ocasiones emergen grupos de carrizos. El cinturón perilagunar está formado por carrizos y eneas, siendo también abundante el junco marítimo. En el borde del agua encontramos praderas de Carex divisa y juncos dispersos (Juncus subulatus y J. fontanessi). En las zonas más altas encontramos el junco de bolitas (Scirpus holoschoenus), que se mezcla con el matorral que circunda la laguna. Aunque le de nombre a la laguna, el taraje es aquí una especie muy escasa, limitándose a algunos ejemplares dispersos por su entorno.